# Byndoor
Byndoor (engelska: Baindur) är en ort i Indien.   Den ligger i distriktet Udupi och delstaten Karnataka, i den sydvästra delen av landet, 1 700 km söder om huvudstaden New Delhi. Byndoor ligger 8 meter över havet och antalet invånare är 20 323.
Terrängen runt Byndoor är platt åt sydväst, men åt nordost är den kuperad. Havet är nära Byndoor åt sydväst. Runt Byndoor är det tätbefolkat, med 297 invånare per kvadratkilometer. Närmaste större samhälle är Bhatkal, 15,6 km nordväst om Byndoor. Omgivningarna runt Byndoor är en mosaik av jordbruksmark och naturlig växtlighet.